# توغو البريطانية
توغو البريطانية، رسميا إقليم توغولاند الانتدابى ثم رسميا إقليم توغولاند، كانت منطقة فيغرب أفريقيا، تحت إدارة المملكة المتحدة، والتي دخلت فيما بعد في اتحاد مع غانا، وأصبح جزء من منطقة فولتا. تم تشكيلها بشكل فعال في عام 1916 عن طريق تقسيم محمية توغولاند الألمانية إلى منطقتين، توغولاند الفرنسية وتوغولاند البريطانية، خلال الحرب العالمية الأولى. في البداية، كان تفويض عصبة الأمم من الفئة ب. في عام 1922، وُضعت توغولاند البريطانية رسميًا تحت الحكم البريطاني، بينما وُضعت توغولاند الفرنسية، التي تُعرف الآن باسم توغو، تحت الحكم الفرنسي.
بعد الحرب العالمية الثانية، تغير الوضع السياسي لتوغولاند البريطانية - فقد أصبحت إقليماً مشمولاً بوصاية الأمم المتحدة، على الرغم من استمرار إدارتها من قبل المملكة المتحدة. أثناء إنهاء الاستعمار في إفريقيا، تم تنظيم استفتاء عام في توغولاند البريطانية في مايو 1956 لتقرير مستقبل الإقليم. صوّت غالبية الناخبين المشاركين لدمج المنطقة مع ساحل الذهب المجاور، وهي مستعمرة تابعة للتاج البريطاني. في 13 ديسمبر 1956، أصدرت الجمعية العامة للأمم المتحدة قرار الجمعية العامة رقم 1044 بشأن «مستقبل توغولاند تحت الإدارة البريطانية». بموجب هذا القرار، أقرت الأمم المتحدة بنتيجة الاستفتاء الذي أجري في الإقليم والذي كان أغلبية لصالح الوحدة مع ساحل الذهب. أوصى القرار بأن تقوم المملكة المتحدة بتفعيل اتحاد توغولاند (البريطانية) مع ساحل الذهب عند استقلال هذا الأخير. لتحقيق ذلك، بموجب قانون استقلال غانا لعام 1957، ضمت المملكة المتحدة توغولاند البريطانية لتشكل جزءًا من سيادة صاحبة الجلالة التي تضم السيادة الإقليم المسمى غانا.
في رسالة مؤرخة 6 مارس 1957، أبلغت حكومة المملكة المتحدة الأمين العام للأمم المتحدة أنه اعتبارًا من منتصف ليل 6 مارس 1957، بموجب أحكام قانون استقلال غانا لعام 1957، أصبحت الأراضي التي كانت تشكل سابقًا في ساحل الذهب دولة غانا المستقلة وبموجب نفس القانون، تم اتحاد إقليم توغولاند الذي كان يخضع للوصاية السابقة تحت الإدارة البريطانية مع دولة غانا المستقلة في نفس الوقت والتاريخ. كانت عاصمة توغولاند البريطانية هي هو، وهي حاليًا عاصمة لمنطقة فولتا. تضم المنطقة الكثير من أراضي الانتداب السابق.

## منطقة الوصاية للأمم المتحدة
بعد الحرب العالمية الثانية، أصبح الانتداب إقليمًا تابعًا للأمم المتحدة تديره المملكة المتحدة. قبل فترات الانتداب والوصاية، كانت توغولاند البريطانية تُدار كجزء من الإقليم المجاور لساحل الذهب، تحت اسم ترانس فولتا توغو.

### كونغرس توغولاند
في عام 1954، أبلغت الحكومة البريطانية الأمم المتحدة أنها لن تكون قادرة على إدارة إقليم الوصاية بعد عام 1957. رداً على ذلك، في ديسمبر 1955، أصدرت الجمعية العامة للأمم المتحدة قرارًا ينصح الحكومة البريطانية بإجراء استفتاء حول مستقبل توغولاند البريطانية.
في 9 مايو 1956، تم إجراء هذا الاستفتاء تحت إشراف الأمم المتحدة مع الاختيار بين الاتحاد الرسمي مع ساحل الذهب المستقل في المستقبل أو الاستمرار كإقليم مشمول بالوصاية.
قام كونغرس توغولاند بحملة ضد الاندماج. كانت هناك معارضة قوية لدمج توغولاند من قبل شعب الإيوي الذي صوت ضده في توغولاند البريطانية، حيث أراد الإيوي توحيد الإيوي في توغولاند البريطانية وتوغو الفرنسية كدولة إيوي منفصلة (توغو الحديثة).
أفادت التقارير أن نتائج التصويت كانت 42٪ ضد من قبل شعب الإيوي (كونغرس توغولاند) و58٪ للاندماج.